# 曼谷阿皮瓦中央车站
曼谷阿皮瓦中央车站（皇家轉寫：Sathani Klang Krung Thep Aphiwat，發音：[sā.tʰǎː.nīː klāːŋ krūŋ tʰêːp ʔà(ʔ).pʰí(ʔ).wát]）位於泰國曼谷乍都節縣。车站投资150亿泰铢，建筑面积27.4192万平方公尺，設有26個月台，部分月台长达600公尺，配建有内燃机车和电力机车车辆段，完全投入使用后將會成為泰國新的鐵路樞紐和東南亞最大的鐵路車站，并取代現時在華藍蓬的曼谷站，作为長距離列車服務總站。車站可换乘地鐵挽賜站并入，周圍35公頃將發展成為三個區域的商業樞紐。
本车站原名「挽賜中央車站」（羅馬化：Sathani Klang Bang Sue，或譯邦士車站）。2021年8月2日随曼谷近郊铁路暗红线開始試營運，于2021年11月正式營運。2022年12月泰国国王拉玛十世欽定本站站名后，2023年1月改为现名，泰文意为“繁荣的曼谷”。2023年1月19日，原由華藍蓬的曼谷站始发的长途列车转由本站到发，同时开行本站至華藍蓬的免费穿梭巴士。

## 配置

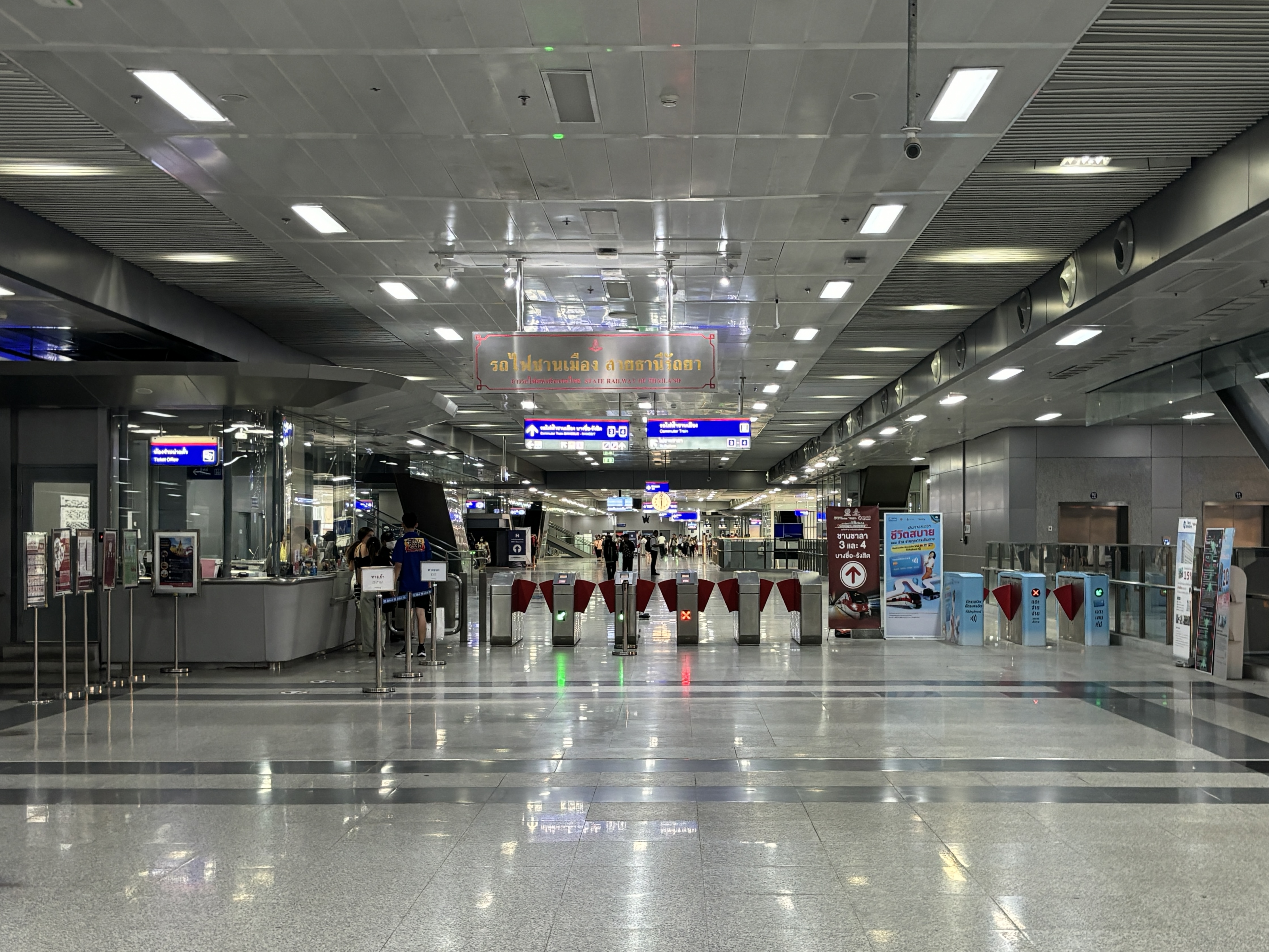
站厅层暗红线付费区

中央車站設有四個樓層，三層位於地面以上，一層位於地下：
1. 地下：曼谷地鐵藍線車站，以及1,624個車位。
2. 地面：設有票務和候車區的車站大堂。此層將成為車站內唯一有空調的範圍。
3. 二樓：車站月台，設有12條軌道。8條軌道服務長距離柴油列車（不久後電氣化），4條軌道服務兩條鐵路局紅線通勤列車。
4. 三樓：高鐵月台，設有10條軌道。6條軌道服務中泰高速鐵路列車由曼谷至廊開，高速鐵路列車由曼谷至華欣，日泰高速鐵路列車由曼谷至清邁。4條軌道服務蘇凡納布機場捷運及高速機場鐵路，2條軌道供城市線列車由廊曼機場至蘇凡納布機場，以及額外2條軌道供高鐵標準及高鐵機場快鐵列車由廊曼機場至烏達堡國際機場，取代舊的機場捷運。

#### 站台

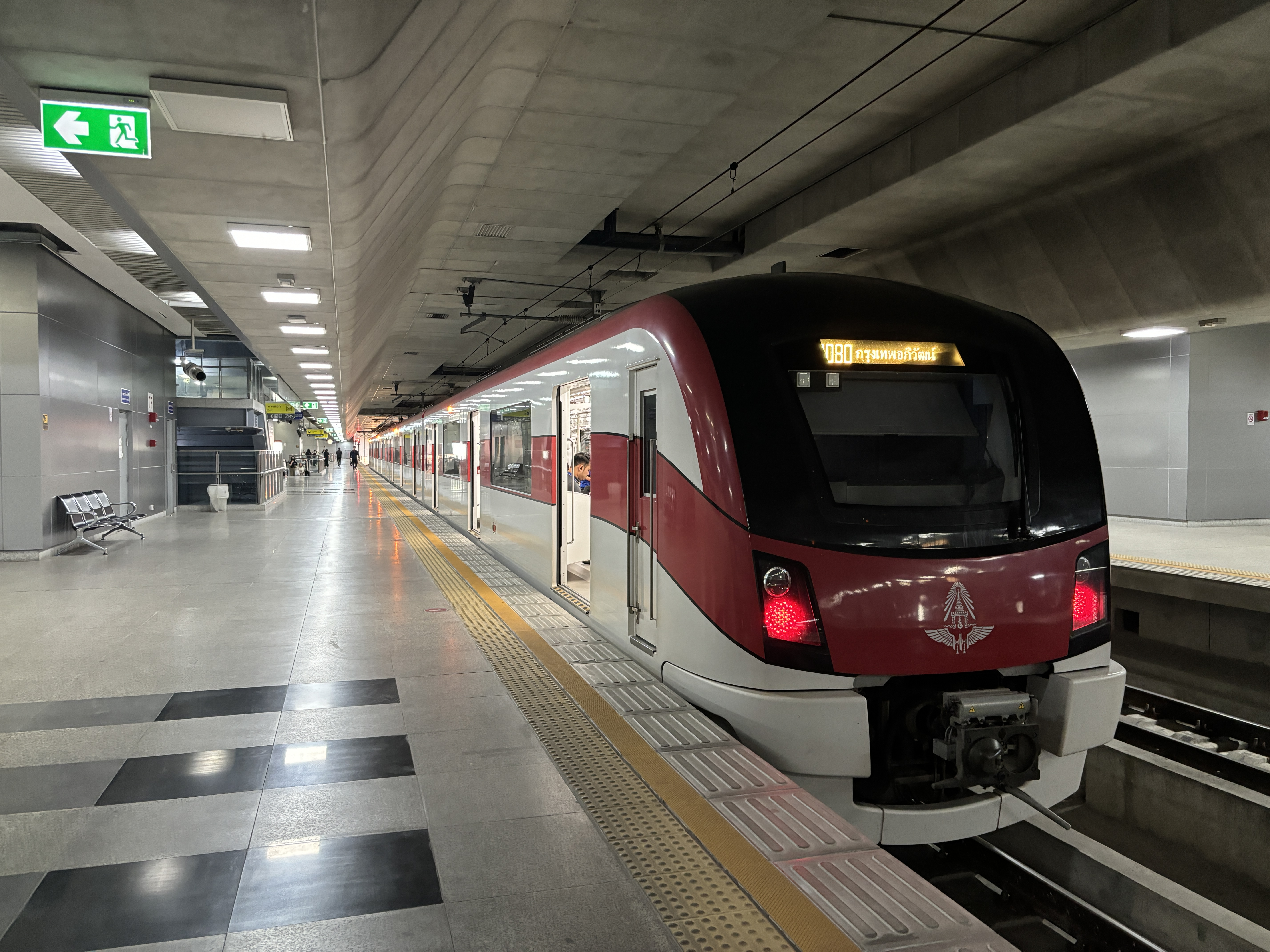
浅红线列车停靠

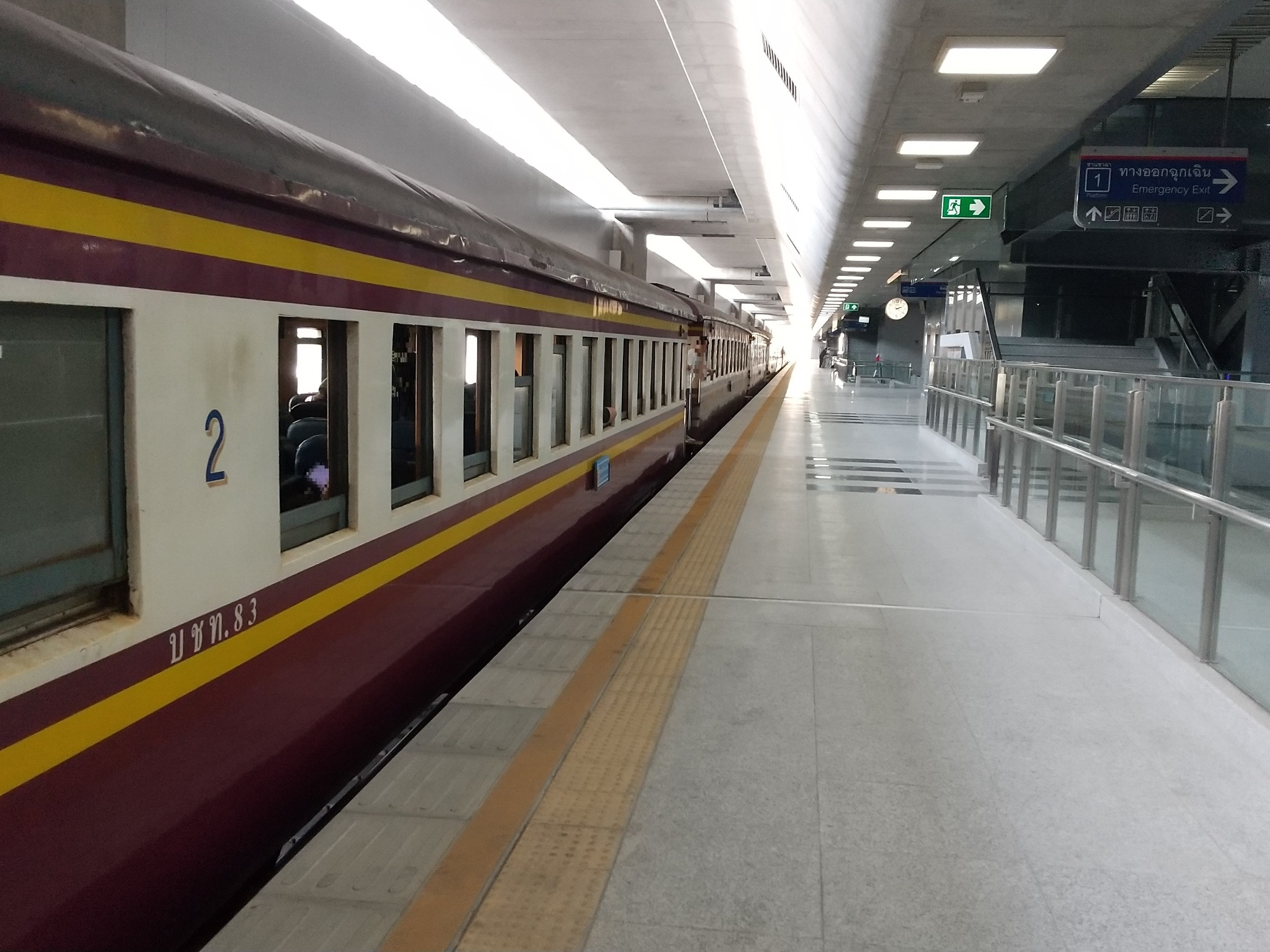
长途列车停靠

车站设有2层站台，具体如下。
| 站台  | 路線                 | 楼层         | 方向                                    |
| ----- | -------------------- | ------------ | --------------------------------------- |
| 1-2   | 北線、東北線         | 西 ↑ 2F ↓ 東 | 班帕奇、清邁、廊開方向                  |
| 3-4   | 暗红线               | 西 ↑ 2F ↓ 東 | 兰实方向                                |
| 5-6   | 北線、東北線         | 西 ↑ 2F ↓ 東 | 终到列车                                |
| 7-8   | 南線                 | 西 ↑ 2F ↓ 東 | 佛統、素叻他尼、双溪哥乐方向            |
| 9-10  | 浅红线               | 西 ↑ 2F ↓ 東 | 大林江方向                              |
| 11-12 | 南線                 | 西 ↑ 2F ↓ 東 | 终到列车                                |
| 13-14 | ■机场铁路            | 3F 未 启 用  | 蘇凡納布、乌塔保方向                    |
| 15-16 | HSR東北線 HSR北線    | 3F 未 启 用  | 班帕奇、廊開方面（東北） 清邁方向（北） |
| 17-18 | HSR東北線 HSR北線    | 3F 未 启 用  | 班帕奇、廊開方面（東北） 清邁方向（北） |
| 19-20 | HSR東北線 HSR北線    | 3F 未 启 用  | 班帕奇、廊開方面（東北） 清邁方向（北） |
| 21-22 | HSR南線 （南部方面） | 3F 未 启 用  | 素叻他尼方向                            |
| 23-24 | HSR南線 （南部方面） | 3F 未 启 用  | 素叻他尼方向                            |

## 巴士連線
BMTA 公共巴士及私營公共巴士 
- 曼谷阿皮瓦中央站： 3、16、49、67、96、134、138、145、157、170、517
- Mo Chit 2 客運站： 3、16、49、77、104、134、136、138、145、509、517、536
- MRT Bang Sue 站： 50、52、65、67、70、97、112、1-33